# Spiral stone von Ballaragh
Der 1915 entdeckte Spiral stone von Ballaragh liegt in der Böschung der Straße Ballaragh Road (B 11) im Norden von Ballaragh, nördlich von Laxey auf der Ostseite der Isle of Man. Er wurde an der jetzigen Stelle (aber niedriger) gefunden, als ein Straßenarbeiter den Graben reinigte.
Der Spiralstein an der alten Straße durch die Abbeylands von Lonan, weist etwa 20 cm von seiner Basis zwei spiralförmige Linien auf, die denen der Calderstones in Liverpool ähneln. Obwohl sie weniger aufwändig sind, scheinen sie von der gleichen Art zu sein wie die Spiralen auf den Steinen von Dowth und Newgrange in Irland und gehören vermutlich ebenfalls der neolithischen Periode an.